# 장 2세 달랑송 공작

알랑송 공작의 문장.

장 2세 달랑송(Jean II d'Alençon, 1409년 3월 2일 - 1476년 9월 8일)은 브르타뉴 공작 장 5세와 잉글랜드 왕비 나바라의 후아나의 딸 마리 드 브르타뉴와 장 1세 달랑송의 아들이다. 아쟁쿠르 전투에서 전사한 아버지의 뒤를 이어 미성년자의 나이로 1415년에 알랑송 공작, 페르슈 백작 자리에 올랐다. 그는 백년 전쟁 마지막 시기의 장군이자 그를 "le beau duc" ("공정 공작"/"신사 공작")이라고 칭한 잔 다르크의 전우로 잘 알려져 있다.
그는 1424년 8월 17일 베르누이 전투에서 15세의 나이로 참가했으나, 잉글랜드의 포로로 붙잡히고 말았다. 그는 몸값으로 200,000 saluts d'or를 지불할때까지 르크로투아에서 포로로 있었다. 그는 그가 가진 모든 재산을 잉글랜드에게 팔았고, 푸제르에 있는 영지는 브르타뉴 공작에게 팔았다. 알랑송이 붙잡힌 후, 헨리 6세의 섭정 베드포드 공작이 그의 공작령을 차지하였다. 1449년까지 그는 알랑송을 되찾지 못 했지만, 프랑스 왕실에게는 명목상의 공작으로는 남았다. 그가 풀려난 후, 장 달랑송은 "프랑스에서 가장 가난자"로 불렸다.
베르누이에서 붙잡히기 이전에 그는 1424년 블루아 성에서 오를레앙 공작 샤를과 발루아의 이자벨 사이에서 태어난 딸 발루아의 잔과 혼인했으나 그에게 아이를 낳아주지 못한체 1432년 앙제에서 사망했다.
그가 풀려난지 그렇게 오래되지 않은 1429년 4월에 그는 잉글랜드로부터 프랑스를 해방시키겠다고 약속한 잔 다르크가 시농에 있는 샤를 7세에게 가고 있다는 소식을 듣고, 오를레앙 공성전에 참전할 군대와 자신을 그녀에게 찾아갔다. 알랑송 공작은 시농에 도착했고 매우 빠르게 그녀와 좋은 친구가 되어 귀족 혈통 중 그녀의 가장 중요한 지지자가 돼주었다. 그는 오를레앙에 그녀와 동행하여, 프랑스군의 공식 지휘관이 되었고 장 드 뒤누아, 라 이르등 다른 이들과 함께 잉글랜드군을 상대로 한 잔 다르크의 결정적인 승리에 많은 역할을 하였다. 그후 그는 루아르 계곡의 나머지를 해방시키려는 그녀에 동행했다. 그는 1429년 9월의 작전을 끝으로 전장에서 나와, 노르망디에 있는 그의 영지 주변 잉글랜드군을 공격하는걸 선호하였다. 루앙에서 잉글랜드군에 의해 화형을 당한 1431년 5월 30일 잔의 순교가 일어난후, 알랑송 공작은 그녀의 죽음으로 가장 충격을 받은 이 중 하나였다.
1437년 4월 30일 리슬주르댕 성에서 그는 장 4세 다르마냐크의 딸 마리 다르마냐크와 혼인했다.
장은 부르고뉴파의 약탈을 통해 그의 재산을 회복하고 싶어했기에 아라스 조약에 대해 불만족스러워했다. 그는 샤를 7세와의 관계가 악화되며, 1439–40년에 일어난 반란 (프라게리)에 참여했으나, 왕의 평생의 친구였기에 용서받았다. 그는 1449년 노르망디 공격에 참여했으나 1440년 이래로 어리석게도 잉글랜드 측과 서신을 주고받기도 했다 (그는 이 시기에 황금양모 기사단에 들어가기도 했다). 1456년에 잔 다르크의 "복위 재판"에서 증언을 한후 얼마 안되어, 그는 장 드 뒤누아에게 체포되어 에그모르트에 투옥되었다. 1458년 그는 불경죄 의심을 받았고 사형에 쳐했으나, 이 판결은 감형되어 로슈에 감금되었다. 그는 1461년 왕위에 오른 루이 11세에게 풀려났지만, 그는 잉글랜드측과의 관계유지를 계속하여 다시 투옥되었다. 그는 고등법원 이전에 두번의 재판을 받았으며, 1474년 7월 18일 다시 사형을 선고 받았고, 그의 공작령은 몰수되었다. 그러나 형 집행은 이뤄지지 않았고, 1476년 루브르에서 투옥 중에 사망했다.
그는 두 번째 아내 마리와 두 명의 자녀를 두었다:
- 카트린 (Catherine, 1452년–1505년) - 1461년 투르에서 프랑수아 기 15세 드 라발([[:fr:{{{3}}}|프랑스어판]]) (1501년 사망)[1]과 혼인했다
- 르네 달랑송 (1454년–1492년) - 1478년에 그의 아버지가 몰수당한 알랑송 공작과 페르슈 백작 작위를 되찾았다.

그는 또한 몇몇 사생아들을 두기도 했다:
- 장 (1483년 거주)
- 로베르 (1489년 거주)
- 잔 (1481년 12월 4일 이후로 사망) - 보몽르로제의 여백작이며, 1470년 기 드 몰몽 (Guy de Maulmont)과 혼인했다.
- 마들렌 - 앙리 드 브뢰이유 (Henri de Breuil)와 혼인